# Unknown 9: Awakening
Unknown 9: Awakening est un jeu vidéo d'action-aventure développé par Reflector Entertainment, sorti le 18 octobre 2024 sur PlayStation 4, PlayStation 5, Xbox One, Xbox Series et Microsoft Windows. Le jeu est annoncé lors de l'Opening Night Live de la Gamescom 2020.